# Salvatore Marchesi (pittore)
Salvatore Marchesi (Parma, 2 febbraio 1852 – Parma, 27 marzo 1926) è stato un pittore italiano.
Nipote di Luigi Marchesi, studiò all'Accademia di belle arti di Parma sotto la guida di Giulio Carmignani, diplomandosi nel 1871. Trasferitosi a Roma, fu insegnante di geometria descrittiva all'Università di Roma. Nel 1873 espose all'Accademia di Brera la tela Il coro della chiesa di San Giovanni Evangelista, che ricevette un premio istituito dal principe Umberto di Savoia. Nel 1876 un suo quadro ricevette una premiazione alla Esposizione centennale di Filadelfia.
Altre sue esposizioni furono nel 1877 a Napoli e all'Expo di Parigi 1878, che gli valse il titolo di Membro Onorario della Società degli artisti romani. Nella mostra nazionale di Torino del 1884 espose la tela Prime note, oggi conservata nel Museo Revoltella di Trieste.  
Dal 1881 al 1885 fu insegnante presso l'Accademia di belle arti di Brescia, della quale nel 1885 fu nominato direttore. Nel 1886 gli venne assegnata la cattedra di Prospettiva ed Elementi d'Architettura dell'Accademia di belle arti di Palermo, che mantenne fino al 1912. In quell'anno pubblicò un libro dal titolo "Principii fondamentali di prospettiva lineare esposti con nuovi metodi per facilitare all'artista la ricerca del vero". Alla Mostra Artistica di Palermo espose le opere I bibliofili, In coro e La Zisa. Alla Mostra Regionale di Belle Arti, inaugurata a Palermo il 12 maggio 1895 in occasione del primo giubileo centennale dell’Orto Botanico, presso Villa Giulia, espone Scalinata del Duomo di Parma e La Cappella del Crocefisso nella chiesa di S. Saverio, assieme a tre acquerelli.
Rimase a Palermo per 36 anni, tornando a Parma solo nel 1922.
Nel 1998 la Fondazione Cariparma ha allestito presso la sua sede di Palazzo Bossi Bocchi la mostra  Luigi e Salvatore Marchesi – Suggestioni di luce nell'Ottocento italiano, della quale ha pubblicato un catalogo.
A Parma gli è intitolata, assieme allo zio Luigi, via Luigi e Salvatore Marchesi, una strada che collega via Gramsci a viale Piacenza.